# Championnat d'Union soviétique de football de troisième division
Le championnat d'URSS de football de troisième division, aussi appelé Deuxième ligue d'URSS (en russe : Вторая лига СССР) à partir de 1971, est une compétition de football constituant le troisième échelon du football professionnel en Union soviétique. Il est actif dans un premier temps en 1936 et 1937, puis en 1946 et enfin de 1963 à 1991.
Démarrant à l'origine comme une compétition à une poule unique en 1936, il adopte à partir de sa quatrième édition en 1946 un système par groupes qui perdure après sa refondation en 1963 et jusqu'à sa disparition en 1991 après la dissolution de l'Union soviétique.

## Histoire
La première édition de la compétition, qui se nomme alors Groupe V (la lettre « В », retranscrite « V », étant la troisième de l'alphabet cyrillique), a lieu au printemps 1936. Suivant alors le schéma des deux premières divisions, la première édition se déroule strictement au printemps 1936. Le championnat compte alors huit participants qui s'affrontent une seule fois. Le Dinamo Rostov termine vainqueur de cette première édition et devient la première équipe à être promue en deuxième division pour le championnat d'automne, accompagnée par son dauphin le Stroïtel Bakou. Ils sont suivis quelques mois plus tard par le Dinamo Kazan qui remporte l'édition d'automne. Passant à un format par année à partir de 1937, la compétition disparaît dès l'année suivante à la suite de l'absorption de l'intégralité des divisions professionnelles au sein de la première division.
Malgré le rétablissement du deuxième échelon dès 1939, la troisième division cesse quant à elle d'exister jusqu'en 1946, peu après la fin de la Seconde Guerre mondiale qui a interrompu les championnats soviétiques entre 1941 et 1944. Elle alors reprend alors ses droits sous le nom Troisième groupe et cette fois sous une organisation par groupes regroupant pas moins de 119 équipes réparties en seize groupes de cinq à dix, dont les vainqueurs sont ensuite réparties selon deux phases finales distinctes, l'une étant consacrée aux clubs russes (bien qu'incluant également les équipes des pays baltes) et l'autre aux clubs des autres républiques. Cela ne dure cependant que le temps d'une saison et le championnat disparaît à nouveau en fin d'année.
Inactive par la suite pendant près de quinze ans, la compétition connaît sa dernière renaissance en 1963 sous l'appellation Classe B. Celle-ci voit un maintien du système par groupes dans lequel se répartissent alors 151 équipes réparties en dix poules géographiques. Sur le modèle de son itération précédente, les vainqueurs de ces groupes sont par la suite répartis en trois phases finales distinctes, respectivement pour les clubs russes, ukrainiens et des autres républiques, sous forme soit de mini-phase de groupes, soit de finale en deux manches pour désigner les promus. À partir de 1966, le format passe à quatorze groupes avec l'ajout d'une quatrième phase finale pour les équipes d'Asie centrale avant de changer à nouveau en 1969, année qui voit la division atteindre son pic de participants avec pas moins de 265 équipes réparties en quatorze poules de quatorze à vingt-quatre clubs. Cette année-là voit ainsi l'introduction d'une cinquième phase finale pour les équipes caucasiennes.
L'année suivante voit le championnat soviétique être réformé pour inclure une quatrième division professionnelle, vers laquelle est envoyée la grande majorité des équipes du troisième échelon, qui est renommé dans la foulée Deuxième groupe. La compétition voit ainsi son nombre de participants passer à 66 équipes qui se divisent en trois groupes, dont les vainqueurs accèdent à la promotion sans avoir à passer par une phase finale. Ce format ne dure cependant lui aussi qu'un an du fait de la disparition tout aussi rapide de la quatrième division. Le nombre de clubs inscrits double ainsi quasiment pour la saison 1971 avec 124 équipes présentes qui sont réparties en six groupes, dont les vainqueurs prennent cette fois part à une phase finale pour désigner les équipes promues à l'issue d'une mini-phase de groupes. La compétition adopte par ailleurs cette année-là l'appellation Deuxième Ligue qu'elle conserve jusqu'à sa disparition. À partir de 1974 est également mis en place une sorte de phase finale préliminaire regroupant les trois premiers de chaque poules qui sont regroupés en trois groupes de six dont les deux vainqueurs prennent part à la phase finale pour la promotion.
La phase finale par groupes est finalement abandonnée dans un premier temps en 1976 au profit de la mise en place de barrages de promotion opposant les six vainqueurs de groupe deux à deux lors de rencontres aller-retour pour déterminer les trois équipes promues au terme de la saison. Ces barrages sont eux aussi laissés de côté en 1979, où les six premiers de groupes sont directement promus en deuxième division. Le format change à nouveau à partir de 1980, qui voit la mise en place de neuf groupes dont les premiers sont répartis en trois phases finales distinctes par groupes de trois, et dont les vainqueurs accèdent à la promotion. Cette organisation s'avère la plus pérenne de l'histoire de la compétition, subsistant durant toute la décennie 1980. La remise en place d'une quatrième division professionnelle en 1990 voit une dernière réorganisation du troisième échelon, qui passe à un système en trois zones géographiques dont les deux premiers sont directement promus sans recours à une phase finale. Cela ne dure dure cependant que deux années, la compétition étant finalement dissoute avec le reste des autres compétitions soviétiques à la suite de la disparition du pays en fin d'année 1991.

## Palmarès
| Édition          | Clubs     | Vainqueur            | Vainqueur                    | Organisation |
| ---------------- | --------- | -------------------- | ---------------------------- | --- |
| 1936 (printemps) | 8         | Dinamo Rostov        | Dinamo Rostov                | Groupe unique. |
| 1936 (automne)   | 8         | Dinamo Kazan         | Dinamo Kazan                 | Groupe unique. |
| 1937             | 10        | Dinamo Odessa        | Dinamo Odessa                | Groupe unique. |
|                  |           |                      |                              | |
| 1938-1945        | Non-jouée | Non-jouée            | Non-jouée                    | Non-jouée |
|                  |           |                      |                              | |
| 1946             | 119       | Russie               | Dinamo Riga                  | Seize groupes dont les vainqueurs se répartissent et s'affrontent en deux phases finales distinctes.                  |
| 1946             | 119       | Républiques          | Spartak Oujgorod             | Seize groupes dont les vainqueurs se répartissent et s'affrontent en deux phases finales distinctes.                  |
|                  |           |                      |                              | |
| 1947-1962        | Non-jouée | Non-jouée            | Non-jouée                    | Non-jouée |
|                  |           |                      |                              | |
| 1963             | 151       | Russie               | Volga Kalinine               | Dix zones géographiques dont les vainqueurs se répartissent et s'affrontent en trois phases finales distinctes.       |
| 1963             | 151       | Ukraine              | SKA Odessa                   | Dix zones géographiques dont les vainqueurs se répartissent et s'affrontent en trois phases finales distinctes.       |
| 1963             | 151       | Républiques          | Lokomotiv Tbilissi           | Dix zones géographiques dont les vainqueurs se répartissent et s'affrontent en trois phases finales distinctes.       |
|                  |           |                      |                              | Dix zones géographiques dont les vainqueurs se répartissent et s'affrontent en trois phases finales distinctes.       |
| 1964             | 151       | Russie               | Rostselmach Rostov           | Dix zones géographiques dont les vainqueurs se répartissent et s'affrontent en trois phases finales distinctes.       |
| 1964             | 151       | Ukraine              | Lokomotiv Vinnitsa           | Dix zones géographiques dont les vainqueurs se répartissent et s'affrontent en trois phases finales distinctes.       |
| 1964             | 151       | Républiques          | Granitas Klaipėda            | Dix zones géographiques dont les vainqueurs se répartissent et s'affrontent en trois phases finales distinctes.       |
|                  |           |                      |                              | Dix zones géographiques dont les vainqueurs se répartissent et s'affrontent en trois phases finales distinctes.       |
| 1965             | 175       | Russie               | Spartak Naltchik             | Dix zones géographiques dont les vainqueurs se répartissent et s'affrontent en trois phases finales distinctes.       |
| 1965             | 175       | Ukraine              | SKA Lvov                     | Dix zones géographiques dont les vainqueurs se répartissent et s'affrontent en trois phases finales distinctes.       |
| 1965             | 175       | Républiques          | Dinamo Kirovobad             | Dix zones géographiques dont les vainqueurs se répartissent et s'affrontent en trois phases finales distinctes.       |
|                  |           |                      |                              | |
| 1966             | 165       | Russie               | Lokomotiv Kalouga            | Quatorze zones géographiques dont les vainqueurs se répartissent et s'affrontent en quatre phases finales distinctes. |
| 1966             | 165       | Ukraine              | Abangard Jeltie Vody         | Quatorze zones géographiques dont les vainqueurs se répartissent et s'affrontent en quatre phases finales distinctes. |
| 1966             | 165       | Asie centrale        | Pamir Léninabad              | Quatorze zones géographiques dont les vainqueurs se répartissent et s'affrontent en quatre phases finales distinctes. |
| 1966             | 165       | Républiques          | Meshakhte Tkibuli            | Quatorze zones géographiques dont les vainqueurs se répartissent et s'affrontent en quatre phases finales distinctes. |
|                  |           |                      |                              | Quatorze zones géographiques dont les vainqueurs se répartissent et s'affrontent en quatre phases finales distinctes. |
| 1967             | 190       | Russie               | Dinamo Makhatchkala          | Quatorze zones géographiques dont les vainqueurs se répartissent et s'affrontent en quatre phases finales distinctes. |
| 1967             | 190       | Ukraine              | Avtomobilist Jitomir         | Quatorze zones géographiques dont les vainqueurs se répartissent et s'affrontent en quatre phases finales distinctes. |
| 1967             | 190       | Asie centrale        | Zarafchan Navoï              | Quatorze zones géographiques dont les vainqueurs se répartissent et s'affrontent en quatre phases finales distinctes. |
| 1967             | 190       | Républiques          | Neman Grodno                 | Quatorze zones géographiques dont les vainqueurs se répartissent et s'affrontent en quatre phases finales distinctes. |
|                  |           |                      |                              | Quatorze zones géographiques dont les vainqueurs se répartissent et s'affrontent en quatre phases finales distinctes. |
| 1968             | 251       | Russie               | Machouk Piatigorsk           | Quatorze zones géographiques dont les vainqueurs se répartissent et s'affrontent en quatre phases finales distinctes. |
| 1968             | 251       | Ukraine              | Avangard Ternopol            | Quatorze zones géographiques dont les vainqueurs se répartissent et s'affrontent en quatre phases finales distinctes. |
| 1968             | 251       | Asie centrale        | Sverdlovets Tachkent         | Quatorze zones géographiques dont les vainqueurs se répartissent et s'affrontent en quatre phases finales distinctes. |
| 1968             | 251       | Kazakhstan           | Ienbek Jezkazgan             | Quatorze zones géographiques dont les vainqueurs se répartissent et s'affrontent en quatre phases finales distinctes. |
|                  |           |                      |                              | |
| 1969             | 265       | Russie               | Droujba Maïkop               | Quinze zones géographiques dont les vainqueurs se répartissent et s'affrontent en cinq phases finales distinctes.     |
| 1969             | 265       | Ukraine              | Spartak Ivano-Frankivsk (uk) | Quinze zones géographiques dont les vainqueurs se répartissent et s'affrontent en cinq phases finales distinctes.     |
| 1969             | 265       | Asie centrale        | Tachavtomach Tachkent        | Quinze zones géographiques dont les vainqueurs se répartissent et s'affrontent en cinq phases finales distinctes.     |
| 1969             | 265       | Kazakhstan           | Traktor Pavlodar             | Quinze zones géographiques dont les vainqueurs se répartissent et s'affrontent en cinq phases finales distinctes.     |
| 1969             | 265       | Caucase              | Dila Gori                    | Quinze zones géographiques dont les vainqueurs se répartissent et s'affrontent en cinq phases finales distinctes.     |
|                  |           |                      |                              | |
| 1970             | 66        | Zone 1               | Metallourg Zaporojié         | Trois zones géographiques.                                                                                            |
| 1970             | 66        | Zone 2               | Chinnik Iaroslavl            | Trois zones géographiques.                                                                                            |
| 1970             | 66        | Zone 3               | Kouzbass Kemerovo            | Trois zones géographiques.                                                                                            |
|                  |           |                      |                              | |
| 1971             | 124       | Zvezda Perm          | Zvezda Perm                  | Six groupes dont les vainqueurs prennent part à une phase finale.                                                     |
| 1972             | 130       | Kouzbass Kemerovo    | Kouzbass Kemerovo            | Sept groupes dont les vainqueurs prennent part à une phase finale.                                                    |
| 1973             | 126       | Ouralmach Sverdlovsk | Ouralmach Sverdlovsk         | Sept groupes dont les vainqueurs prennent part à une phase finale.                                                    |
| 1974             | 116       | Alga Bichkek         | Alga Bichkek                 | Six groupes dont les vainqueurs prennent part à une phase finale.                                                     |
| 1975             | 111       | Terek Grozny         | Terek Grozny                 | Six groupes dont les vainqueurs prennent part à une phase finale.                                                     |
|                  |           |                      |                              | |
| 1976             | 121       | Zone 1               | Guria Lanchkhuti             | Six groupes. |
| 1976             | 121       | Zone 2               | Sirdaryo Gulistan            | Six groupes. |
| 1976             | 121       | Zone 3               | Dinamo Léningrad             | Six groupes. |
| 1976             | 121       | Zone 4               | Machouk Piatigorsk           | Six groupes. |
| 1976             | 121       | Zone 5               | Ouralmach Sverdlovsk         | Six groupes. |
| 1976             | 121       | Zone 6               | Kribass Krivoï Rog           | Six groupes. |
|                  |           |                      |                              | Six groupes. |
| 1977             | 128       | Zone 1               | Žalgiris Vilnius             | Six groupes. |
| 1977             | 128       | Zone 2               | SKA Odessa                   | Six groupes. |
| 1977             | 128       | Zone 3               | Kouban Krasnodar             | Six groupes. |
| 1977             | 128       | Zone 4               | Spartak Naltchik             | Six groupes. |
| 1977             | 128       | Zone 5               | Sirdaryo Gulistan            | Six groupes. |
| 1977             | 128       | Zone 6               | Spartak Semeï                | Six groupes. |
|                  |           |                      |                              | Six groupes. |
| 1978             | 139       | Zone 1               | Fakel Voronej                | Six groupes. |
| 1978             | 139       | Zone 2               | Metallist Kharkov            | Six groupes. |
| 1978             | 139       | Zone 3               | Spartak Naltchik             | Six groupes. |
| 1978             | 139       | Zone 4               | Zvezda Perm                  | Six groupes. |
| 1978             | 139       | Zone 5               | Alga Bichkek                 | Six groupes. |
| 1978             | 139       | Zone 6               | Traktor Pavlodar             | Six groupes. |
|                  |           |                      |                              | Six groupes. |
| 1979             | 142       | Zone 1               | Iskra Smolensk               | Six groupes. |
| 1979             | 142       | Zone 2               | Kolos Nikopol (uk)           | Six groupes. |
| 1979             | 142       | Zone 3               | Dinamo Stavropol             | Six groupes. |
| 1979             | 142       | Zone 4               | Guria Lanchkhuti             | Six groupes. |
| 1979             | 142       | Zone 5               | Bouston Djizak               | Six groupes. |
| 1979             | 142       | Zone 6               | SKA-Khabarovsk               | Six groupes. |
|                  |           |                      |                              | |
| 1980             | 154       | Finale 1             | Spartak Kostroma             | Neuf groupes dont les vainqueurs se répartissent et s'affrontent en trois phases finales distinctes.                  |
| 1980             | 154       | Finale 2             | Irtych Pavlodar              | Neuf groupes dont les vainqueurs se répartissent et s'affrontent en trois phases finales distinctes.                  |
| 1980             | 154       | Finale 3             | SKA Kiev                     | Neuf groupes dont les vainqueurs se répartissent et s'affrontent en trois phases finales distinctes.                  |
|                  |           |                      |                              | Neuf groupes dont les vainqueurs se répartissent et s'affrontent en trois phases finales distinctes.                  |
| 1981             | 165       | Finale 1             | Daugava Riga                 | Neuf groupes dont les vainqueurs se répartissent et s'affrontent en trois phases finales distinctes.                  |
| 1981             | 165       | Finale 2             | Dinamo Kirov                 | Neuf groupes dont les vainqueurs se répartissent et s'affrontent en trois phases finales distinctes.                  |
| 1981             | 165       | Finale 3             | Rotor Volgograd              | Neuf groupes dont les vainqueurs se répartissent et s'affrontent en trois phases finales distinctes.                  |
|                  |           |                      |                              | Neuf groupes dont les vainqueurs se répartissent et s'affrontent en trois phases finales distinctes.                  |
| 1982             | 161       | Finale 1             | Tekstilchtchik Ivanovo       | Neuf groupes dont les vainqueurs se répartissent et s'affrontent en trois phases finales distinctes.                  |
| 1982             | 161       | Finale 2             | Dniepr Moguilev              | Neuf groupes dont les vainqueurs se répartissent et s'affrontent en trois phases finales distinctes.                  |
| 1982             | 161       | Finale 3             | Kouzbass Kemerovo            | Neuf groupes dont les vainqueurs se répartissent et s'affrontent en trois phases finales distinctes.                  |
|                  |           |                      |                              | Neuf groupes dont les vainqueurs se répartissent et s'affrontent en trois phases finales distinctes.                  |
| 1983             | 159       | Finale 1             | Irtych Omsk                  | Neuf groupes dont les vainqueurs se répartissent et s'affrontent en trois phases finales distinctes.                  |
| 1983             | 159       | Finale 2             | Spartak Ordjonikidze         | Neuf groupes dont les vainqueurs se répartissent et s'affrontent en trois phases finales distinctes.                  |
| 1983             | 159       | Finale 3             | Dinamo Batoumi               | Neuf groupes dont les vainqueurs se répartissent et s'affrontent en trois phases finales distinctes.                  |
|                  |           |                      |                              | Neuf groupes dont les vainqueurs se répartissent et s'affrontent en trois phases finales distinctes.                  |
| 1984             | 162       | Finale 1             | Krylia Sovetov Kouïbychev    | Neuf groupes dont les vainqueurs se répartissent et s'affrontent en trois phases finales distinctes.                  |
| 1984             | 162       | Finale 2             | Kotaïk Abovian               | Neuf groupes dont les vainqueurs se répartissent et s'affrontent en trois phases finales distinctes.                  |
| 1984             | 162       | Finale 3             | Dinamo Stavropol             | Neuf groupes dont les vainqueurs se répartissent et s'affrontent en trois phases finales distinctes.                  |
|                  |           |                      |                              | Neuf groupes dont les vainqueurs se répartissent et s'affrontent en trois phases finales distinctes.                  |
| 1985             | 153       | Finale A             | Rostselmach Rostov           | Neuf groupes dont les vainqueurs se répartissent et s'affrontent en trois phases finales distinctes.                  |
| 1985             | 153       | Finale B             | Atlantas Klaipėda            | Neuf groupes dont les vainqueurs se répartissent et s'affrontent en trois phases finales distinctes.                  |
| 1985             | 153       | Finale V             | Iskra Smolensk               | Neuf groupes dont les vainqueurs se répartissent et s'affrontent en trois phases finales distinctes.                  |
|                  |           |                      |                              | Neuf groupes dont les vainqueurs se répartissent et s'affrontent en trois phases finales distinctes.                  |
| 1986             | 159       | Finale A             | Krylia Sovetov Kouïbychev    | Neuf groupes dont les vainqueurs se répartissent et s'affrontent en trois phases finales distinctes.                  |
| 1986             | 159       | Finale B             | Geolog Tioumen               | Neuf groupes dont les vainqueurs se répartissent et s'affrontent en trois phases finales distinctes.                  |
| 1986             | 159       | Finale V             | Zaria Vorochilovgrad         | Neuf groupes dont les vainqueurs se répartissent et s'affrontent en trois phases finales distinctes.                  |
|                  |           |                      |                              | Neuf groupes dont les vainqueurs se répartissent et s'affrontent en trois phases finales distinctes.                  |
| 1987             | 161       | Finale A             | Tavria Simferopol            | Neuf groupes dont les vainqueurs se répartissent et s'affrontent en trois phases finales distinctes.                  |
| 1987             | 161       | Finale B             | Zvezda Perm                  | Neuf groupes dont les vainqueurs se répartissent et s'affrontent en trois phases finales distinctes.                  |
| 1987             | 161       | Finale V             | Kouban Krasnodar             | Neuf groupes dont les vainqueurs se répartissent et s'affrontent en trois phases finales distinctes.                  |
|                  |           |                      |                              | Neuf groupes dont les vainqueurs se répartissent et s'affrontent en trois phases finales distinctes.                  |
| 1988             | 169       | Finale A             | Dnestr Kichinev              | Neuf groupes dont les vainqueurs se répartissent et s'affrontent en trois phases finales distinctes.                  |
| 1988             | 169       | Finale B             | Torpedo Koutaïssi            | Neuf groupes dont les vainqueurs se répartissent et s'affrontent en trois phases finales distinctes.                  |
| 1988             | 169       | Finale V             | Fakel Voronej                | Neuf groupes dont les vainqueurs se répartissent et s'affrontent en trois phases finales distinctes.                  |
|                  |           |                      |                              | Neuf groupes dont les vainqueurs se répartissent et s'affrontent en trois phases finales distinctes.                  |
| 1989             | 195       | Finale A             | Lokomotiv Gorki              | Neuf groupes dont les vainqueurs se répartissent et s'affrontent en trois phases finales distinctes.                  |
| 1989             | 195       | Finale B             | Tekstilchtchik Tiraspol      | Neuf groupes dont les vainqueurs se répartissent et s'affrontent en trois phases finales distinctes.                  |
| 1989             | 195       | Finale V             | Dinamo Soukhoumi             | Neuf groupes dont les vainqueurs se répartissent et s'affrontent en trois phases finales distinctes.                  |
|                  |           |                      |                              | |
| 1990             | 66        | Centre               | Ouralmach Sverdlovsk         | Trois zones géographiques.                                                                                            |
| 1990             | 66        | Est                  | Neftianik Fergana            | Trois zones géographiques.                                                                                            |
| 1990             | 66        | Ouest                | Boukovina Tchernovtsy        | Trois zones géographiques.                                                                                            |
|                  |           |                      |                              | Trois zones géographiques.                                                                                            |
| 1991             | 66        | Centre               | Asmaral Moscou               | Trois zones géographiques.                                                                                            |
| 1991             | 66        | Est                  | Okean Nakhodka               | Trois zones géographiques.                                                                                            |
| 1991             | 66        | Ouest                | Karpaty Lvov                 | Trois zones géographiques.                                                                                            |